# Fernando Coutinho Jorge
Fernando Coutinho Jorge (Belém, 30 de maio de 1939 — Brasília, 17 de março de 2019) foi um economista, professor e político brasileiro filiado ao Partido da Social Democracia Brasileira (PSDB). Foi deputado federal e senador pelo Pará, prefeito do município de Belém e ministro do Meio Ambiente durante o governo de Itamar Franco.

## Dados biográficos
Filho de Clóvis Ferreira Jorge e Mavilda Coutinho Jorge. Economista formado na Universidade Federal do Pará em 1967, fez pós-graduação dois anos depois em Santiago num curso da Organização das Nações Unidas e assim especializou-se em Planejamento do Desenvolvimento Econômico pelo Instituto Latinoamericano y Del Caribe de Planificación Económica y Social (ILPES). Membro do conselho deliberativo da Superintendência do Desenvolvimento da Amazônia e professor da Universidade Federal do Pará, estreou na vida pública no governo Aloysio Chaves como secretário-geral do Instituto de Desenvolvimento Econômico-Social do Pará (IDESP) e depois secretário de Planejamento, mantendo este último cargo no segundo governo Alacid Nunes.
Eleito deputado federal pelo PMDB em 1982, foi secretário de Educação por um breve período no primeiro governo Jader Barbalho até ser eleito prefeito de Belém em 1985. Em 1990 derrotou Ademir Andrade na disputa pelo Senado Federal, licenciando-se do mandato para ocupar o Ministério do Meio Ambiente no governo Itamar Franco. Retornou ao parlamento em dezembro de 1993 e exerceu o mandato por mais um quinquênio até renunciar e assumir uma cadeira no Tribunal de Contas do Estado do Pará (1998-2009), corte da qual foi presidente.